# Haroldo II da Dinamarca
Haroldo II (em dinamarquês:  Harald Svendsen; 994 — 1018) foi rei da Dinamarca de 1014 a 1018. Foi o filho mais velho de Sueno I da Dinamarca e Gunilda da Vêndia, e foi regente enquanto seu pai guerreava com Etelredo II de Inglaterra. Foi coroado rei da Dinamarca em 1014 e morreu em 1018. Após sua morte, foi sucedido por seu irmão, Canuto II da Dinamarca.